# Coelotanypus tibialis
Coelotanypus tibialis är en tvåvingeart som beskrevs av Edwards 1939. Coelotanypus tibialis ingår i släktet Coelotanypus och familjen fjädermyggor. Inga underarter finns listade i Catalogue of Life.